# Prionopelta humicola
Prionopelta humicola är en myrart som beskrevs av Terron 1974. Prionopelta humicola ingår i släktet Prionopelta och familjen myror. Inga underarter finns listade i Catalogue of Life.

## Bildgalleri

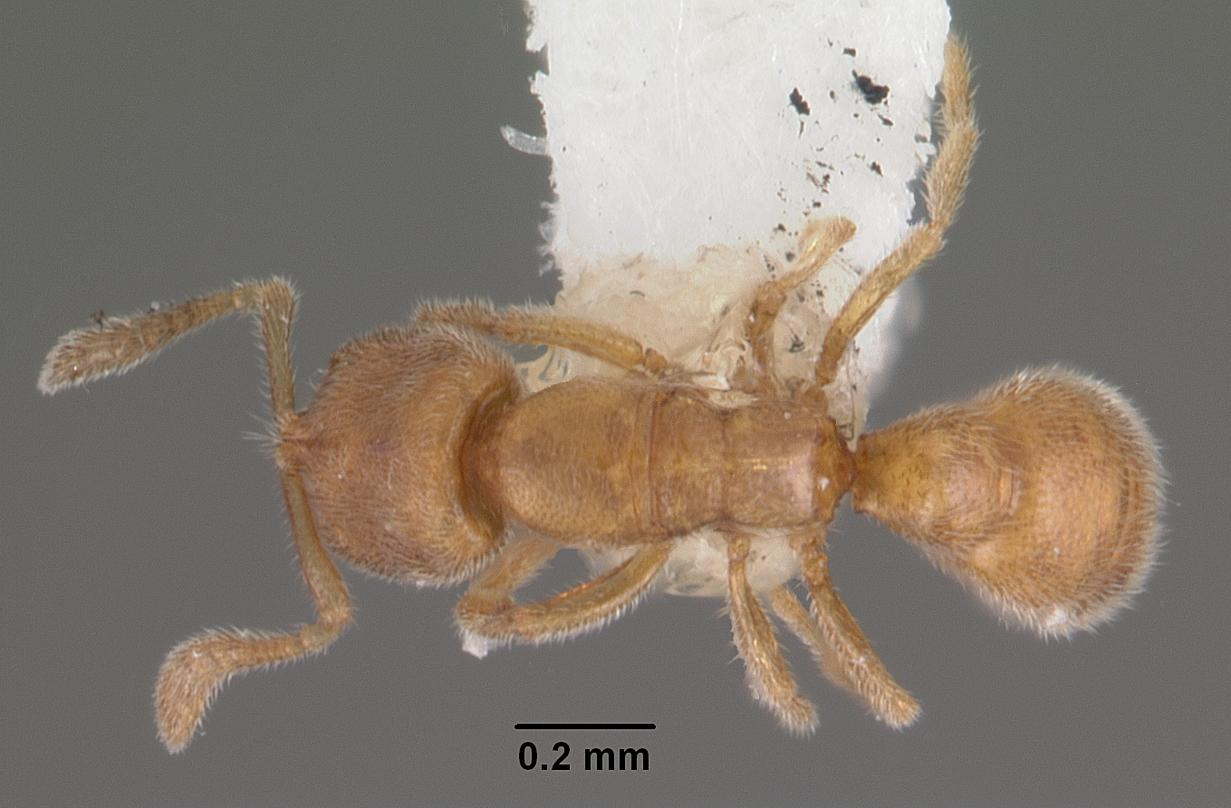
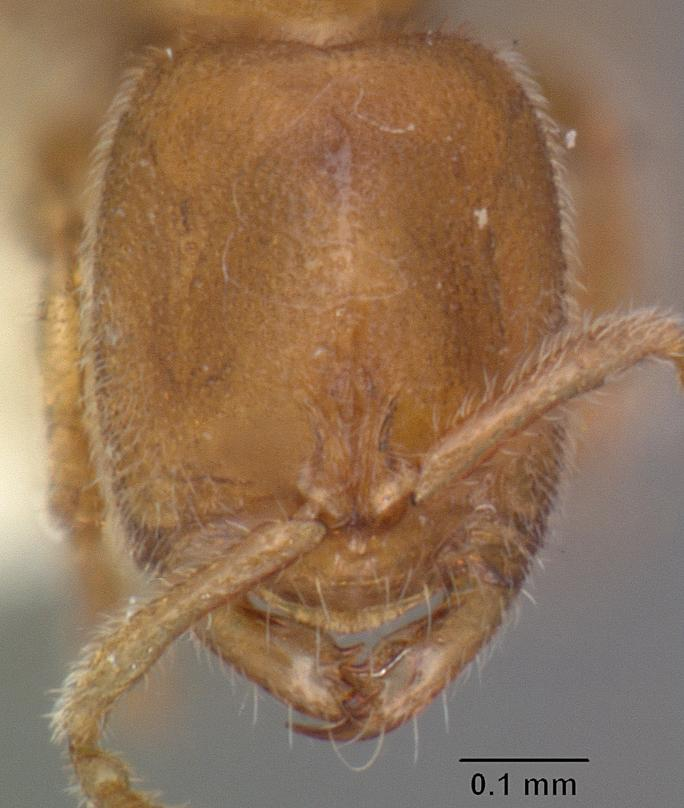
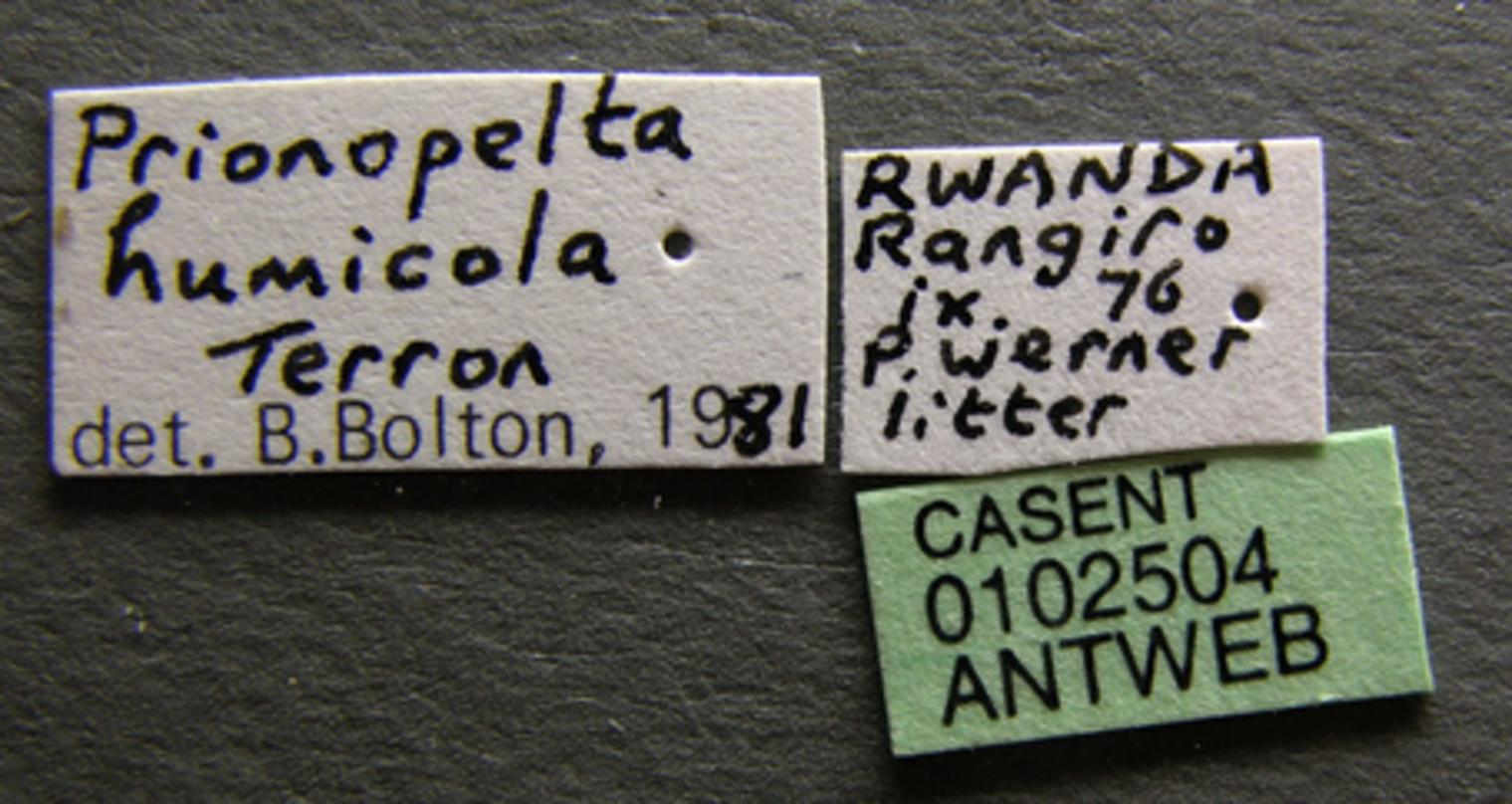
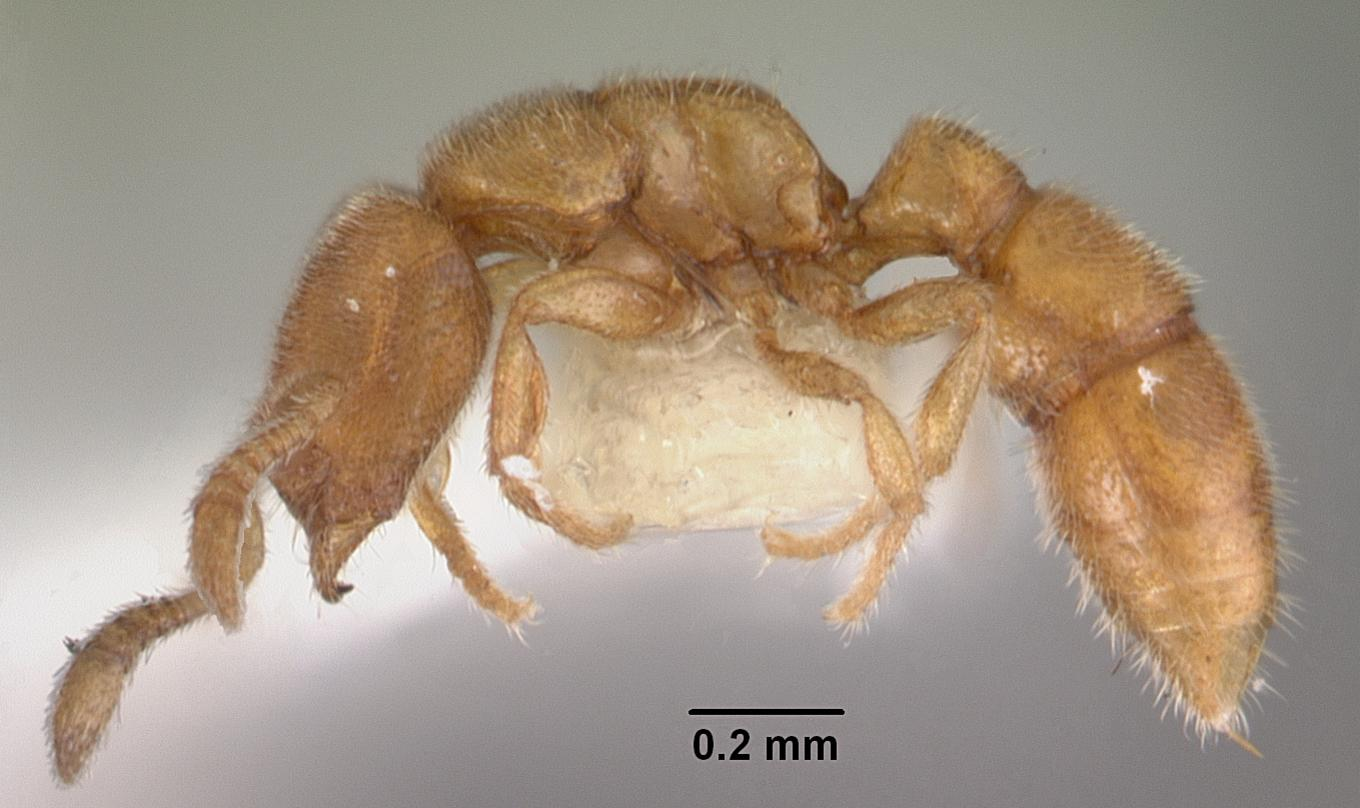